# Gerald Oiaka
Gerald Oiaka (22 de septiembre de 1975) es un árbitro de fútbol salomonense que dirige en la S-League, la O-League y que, desde 2009 es internacional en ámbito continental.
Fue uno de los referís que dirigió en los Juegos del Pacífico 2011 y en el Torneo Preolímpico de la OFC 2012.
El 14 de mayo de 2012 fue escogido para pitar en la Copa de las Naciones de la OFC.